# Charles H. Larrabee

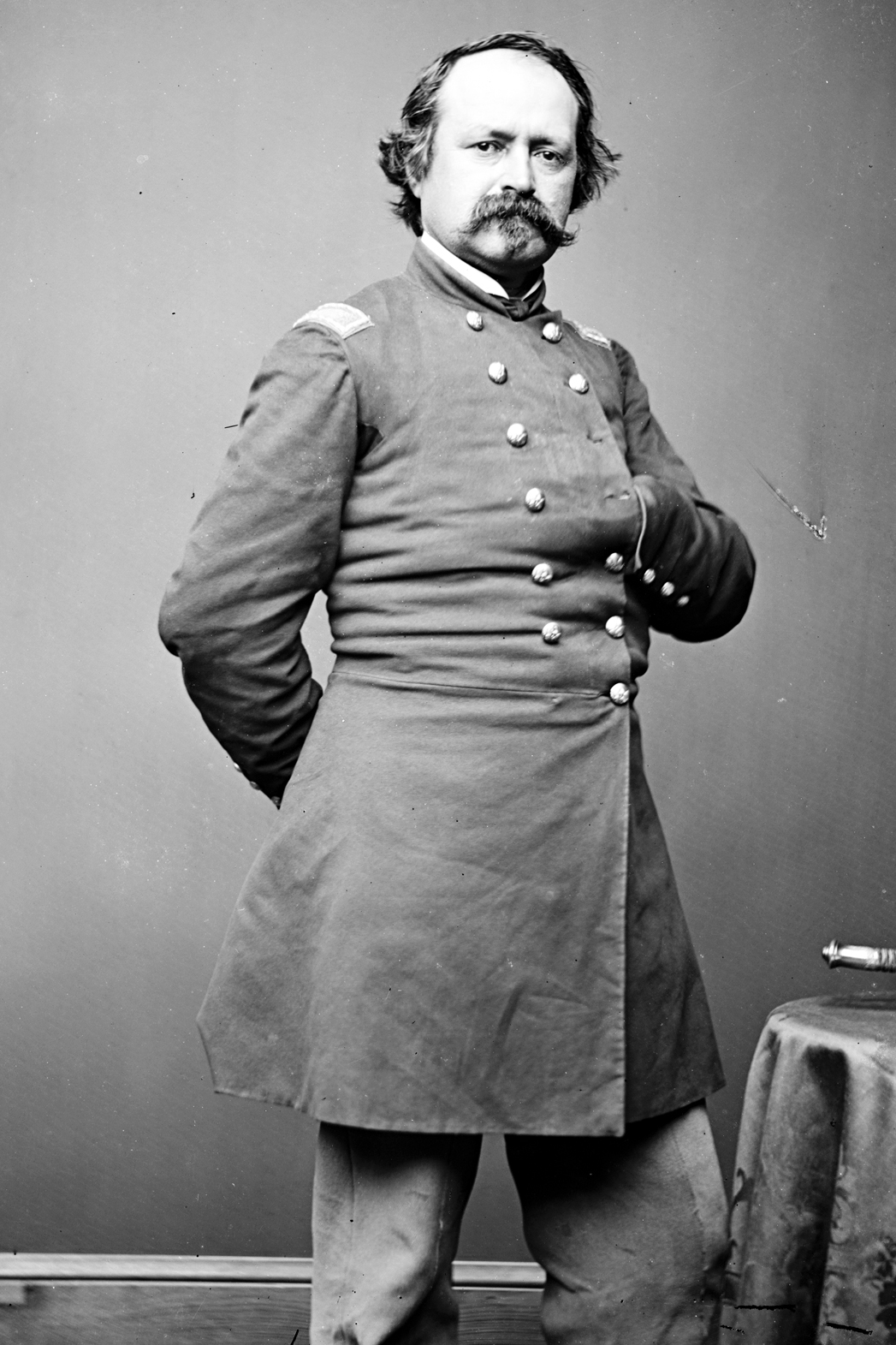
Charles H. Larrabee

Charles Hathaway Larrabee (* 9. November 1820 in Rome, New York; † 20. Januar 1883 in Los Angeles, Kalifornien) war ein US-amerikanischer Offizier, Jurist und Politiker. Zwischen 1859 und 1861 vertrat er den Bundesstaat Wisconsin im US-Repräsentantenhaus.

## Werdegang
Noch im Kindesalter zog Charles Larrabee mit seinem Vater nach Ohio. Dort besuchte er später das Granville College, aus dem die heutige Denison University hervorging. Danach studierte er das Ingenieurwesen. Nach einem Jurastudium und seiner im Jahr 1841 erfolgten Zulassung als Rechtsanwalt begann er in Pontotoc (Mississippi) in seinem neuen Beruf zu arbeiten. Im Jahr 1847 zog Larrabee nach Chicago in Illinois, wo er ebenfalls als Anwalt praktizierte. In den Jahren 1846 und 1847 war er juristischer Vertreter dieser Stadt. 1847 verlegte er seinen Wohnsitz und seine Kanzlei nach Horicon im Wisconsin-Territorium. Im gleichen Jahr war er Delegierter auf der verfassungsgebenden Versammlung des zukünftigen Bundesstaates Wisconsin. Zwischen 1848 und 1858 fungierte Larrabee zunächst als Richter im dritten Gerichtsbezirk und später am Obersten Gerichtshof von Wisconsin.
Politisch war er Mitglied der Demokratischen Partei. Bei den Kongresswahlen des Jahres 1858 wurde er im dritten Wahlbezirk von Wisconsin in das US-Repräsentantenhaus in Washington, D.C. gewählt, wo er am 4. März 1859 die Nachfolge von Charles Billinghurst antrat. Da er bei den Wahlen des Jahres 1860 nicht bestätigt wurde, konnte er bis zum 3. März 1861 nur eine Legislaturperiode im Kongress absolvieren. Diese war von den Spannungen im unmittelbaren Vorfeld des Bürgerkrieges geprägt. In den letzten Wochen dieser Legislaturperiode erlebte Larrabee den Auszug der Abgeordneten aus den Südstaaten aus dem Kongress.
Während des nun folgenden Bürgerkrieges diente Larrabee zwischen 1861 und 1863 als Offizier im Heer der Union. Dabei stieg er bis zum Oberst auf. Er nahm an mehreren Schlachten teil und musste dann im Jahr 1863 den Militärdienst aus gesundheitlichen Gründen aufgeben. Im Jahr 1864 zog er nach San Bernardino in Kalifornien. Dort sowie zeitweise auch in Salem (Oregon) und in Seattle (Washington) arbeitete er als Rechtsanwalt. Er starb am 20. Januar 1883 in Los Angeles an den Folgen eines Eisenbahnunfalls. Charles Larrabee wurde in San Francisco beigesetzt.